# زوني
زوني هي إحدى شعوب أمريكا الأصليين ويعيش معظمهم في مقاطعة بويبلو زوني على نهر زوني والمعترف بها اتحادياً. يعيش معظمهم في بويبلو زوني على نهر زوني ، أحد روافد نهر كولورادو الصغير ، إلى الغرب من نيو مكسيكو ، الولايات المتحدة. وفي عام 2000، بلغ عدد المسجلين من قبيلة زوني 10,228 شخصاً.

## التاريخ
تشير الآثار في في بعض المناطق إلى أن زوني كانوا من المزارعين منذ حوالي 3,000 إلى 4000 سنة. ويعتقد الآن أن سكان زوني سكنو وادي نهر زوني منذ الألفية الماضية قبل الميلاد، حيث بدأوا في استخدام تقنيات الري التي سمحت بزراعة الذرة. في، قد تكون ثقافة زوني اتصلت بثقافة لة الشعوب المحيطة بهم من شعب موغويون وشعوب بويبلو القديمةالبويبلو والتي عاشت في صحارى نيو مكسيكو وأريزونا ويوتا وجنوب كولورادو لأكثر من ألفي سنة.أقامت قبيلة الزوني «قرية كيفا العظيمة» بالقرب من المكان الحالي لزوني بويبلو المعاصرة في القرن 11 م. غير أن منطقة زوني ربما كانت ذات كثافة سكانية قليلة فقط وعبارة عن بعض المستوطنات الزراعية الصغيرة حتى القرن الثاني عشر حينما بدأ عدد السكان وحجم المستوطنات في الازدياد.

## وصلات إضافية
- بويبلو من زوني الموقع الرسمي نسخة محفوظة 6 ديسمبر 2012 at Archive.is
- A: شيوي A: وان متحف ومركز التراث في زوني
- ذي زوني ووردفيو
- زوني انديان تريب هيستوري، أسيس جينيلوجي
- الحياة الدينية لطفل زوني  بواسطة (السيدة تيلي E. (ماتيلدا كوكس إيفانز) ستيفنسون، من مشروع غوتنبرغ
- مجموعة من الصور التاريخية لشعب الزوني
- كواند ليس كاتشيناس دانزنت سيبولا. ميثولوجي إت ريتس ديس إنديانز زونيس، 15 جولاي 2008
- زوني بريادستوف  بواسطة فرانك هاميلتون كوشينغ، من جامعة ولاية ميشيغان المكتبات - مشروع كتاب الطبخ الأمريكي التاريخي